# Jatimulya (Cilodong)
Jatimulya is een bestuurslaag in het regentschap Depok van de provincie West-Java, Indonesië. Jatimulya telt 9505 inwoners (volkstelling 2010).